# Гроберман, Элина
Эли́на Ихи́ловна Гро́берман (в замужестве Котлер; род. 16 февраля 1983, Кишинёв) — американская шахматистка, международный мастер среди женщин (2000). Чемпионка США по шахматам среди женщин (2000).

## Биография
Заниматься шахматами начала в шестилетнем возрасте в Кишинёве под руководством отца — Ихила Зельмановича Гробермана. В 1990 году эмигрировала с родителями, Ихилом (род. 1953) и Диной (род. 1959), в Израиль. В 1995 году семья переехала в США и поселилась в Бруклине; окончила специализированную среднюю школу имени Стайвесанта. В 1995—2000 годах занималась у тренера М. Э. Тросмана.
В 1996—1998 годах три года подряд выигрывала чемпионат штата Нью-Йорк по шахматам среди женщин. В 1998 году заняла первое место на Панамериканском чемпионате по шахматам среди девушек; принимала участие в чемпионатах мира по шахматам среди юниоров в 1997, 1998 и 1999 годах. В 2000 году в возрасте семнадцати лет разделила первое место на чемпионате США среди женщин с Камилой Багинскайте. В 2001 году участвовала в чемпионате мира среди женщин.
Окончила Массачусетский технологический институт (2004) со специализацией в экономике и информатике, работает директором муниципального трейдинга в Deutsche Bank.

## Изменения рейтинга
| Графики недоступны из-за технических проблем. См. информацию на Фабрикаторе и на mediawiki.org. |